# Liste mosambikanischer Parteien
Die Liste mosambikanischen Parteien führt die Parteien Mosambiks geordnet nach ihrer annähernden Bedeutung gemessen an den Ergebnissen der Wahlen von 2004 auf.
Die Politik des Landes wurde seit der Unabhängigkeit beherrscht von
- Frente da Libertação de Moçambique, kurz FRELIMO, der ehemaligen Staatspartei sowie
- Resistência Nacional Moçambicana, kurz RENAMO, ihrer ehemaligen Gegenspielerin im Mosambikanischen Bürgerkrieg.

In jüngerer Zeit wurde diese Zweierkonstellation vor allem zu Lasten RENAMOs aufgelöst:
- Die Anfang 2009 gegründete Partei Movimento Democrático de Moçambique (MDM) stellte sich zu den Präsidentschaftswahlen, den Parlamentswahlen und den Provinzwahlen 2009 zur Wahl und errang trotz der Kürze der Vorbereitungszeit jeweils Achtungserfolge, vor allem in ehemaligen RENAMO-Hochburgen. Bei den Kommunalwahlen 2013 trat MDM als einzige Partei neben FRELIMO in sämtlichen 53 „municipios“ des Landes an und errang im Durchschnitt mehr als ein Drittel der Stimmen.

Erwähnenswert ist sonst noch
- Partido para a Paz, Democracia e Desenvolvimento (PDD), die als einzige Partei bei der Präsidentschaftswahl in Mosambik 2004 sowie den Parlamentswahlen in Mosambik 2004 stimmenmäßig aus dem Promillebereich herausgekommen ist. Konkret hatte die Partei 2 % bzw. 2,7 % erhalten.

sowie
- Partido Independente de Moçambique (PIMO), eine islamisch ausgerichtete Partei, die seit den 1990er Jahren regelmäßig zu allen nationalen Wahlen angetreten ist und zwischen 0,6 und 1,4 Prozent der Stimmen errang.

Keine der übrigen Parteien hat bei einer nationalen Wahl je landesweit auch nur drei Prozent der Stimmen erhalten. Bei den vorletzten Wahlen 2004 traten 12 Parteien nicht selbständig, sondern als Teil einer um RENAMO zentrierten Wahlkoalition namens Renamo-União Eleitoral an, die sich bald darauf wieder auflöste.
| Politische Parteien in Mosambik von überregionaler Bedeutung   | Politische Parteien in Mosambik von überregionaler Bedeutung | Politische Parteien in Mosambik von überregionaler Bedeutung                                                         | Politische Parteien in Mosambik von überregionaler Bedeutung |
| -------------------------------------------------------------- | ------------------------------------------------------------ | --- | ------------------------------------------------------------ |
| Parteiname portugiesisch                                       | Parteiname deutsch                                           | Parteichef | Gründungsjahr                                                |
| Gegenwärtig im mosambikanischen Parlament vertretene Parteien: |                                                              | |                                                              |
| Frente da Libertação de Moçambique (FRELIMO)                   | Befreiungsfront von Mosambik                                 | Filipe Nyusi, Armando Guebuza, Joaquim Chissano, Uria Simango, Marcelino dos Santos, Samora Machel, Eduardo Mondlane | 25. Juni 1962                                                |
| Resistência Nacional Moçambicana (RENAMO)                      | Mosambikanischer Nationaler Widerstand                       | Afonso Macacho, Afonso Dhlakama, André Matsangaissa                                                                  | Juni 1976                                                    |
| Movimento Democrático de Moçambique (MDM)                      | Mosambikanische Demokratische Bewegung                       | Daviz Simango | März 2009                                                    |
| Kleinparteien von überregionaler Bedeutung:                    |                                                              | |                                                              |
| Partido para a Paz, Democracia e Desenvolvimento (PDD)         | Partei für Frieden, Demokratie und Entwicklung               | Raúl Manuel Domingos                                                                                                 | Oktober 2003                                                 |
| Partido Independente de Moçambique (PIMO)                      | Unabhängige Partei von Mosambik                              | Jacob Neves Salomão Sibindy                                                                                          | März 1992                                                    |
| Partido Trabalhista (PT)                                       | Arbeiterpartei                                               | Miguel Mabote | 1993                                                         |

| Kleinparteien in Mosambik                                                                | Kleinparteien in Mosambik                                           | Kleinparteien in Mosambik                            | Kleinparteien in Mosambik |
| ---------------------------------------------------------------------------------------- | ------------------------------------------------------------------- | ---------------------------------------------------- | ------------------------- |
| Parteiname portugiesisch                                                                 | Parteiname deutsch                                                  | Parteichef                                           | Gründungsjahr             |
| Parteien, die 2004 als Teil der Koalition Renamo-União Eleitoral (Coligação) angetreten: |                                                                     |                                                      |                           |
| Partido do Progresso do Povo de Moçambique (PPPM)                                        | Partei des Fortschritts des Volkes von Mosambik                     | Dr Padimbe Mahosse Kamati Andrea                     | 1991                      |
| Frent de Accão Patriótica (FAP)                                                          | Patriotische Aktionsfront                                           | José Carlos Palaço                                   | 1991                      |
| Frente Unida de Moçambique - Partido de Convergência Democrática (FUMO-PCD)              | Mosambikanische Vereinigte Front - Partei der Nationalen Annäherung | Jose Samo Gudo, Domingos António, Mascarenhas Arouca | 1992                      |
| Movimento Nacional Moçambicano - Partido Social Democrata (MONAMO - PSD)                 | Mosambikanische Nationale Bewegung - Sozialdemokratische Partei     | Dr Máximo Diogo José Dias                            | 1992                      |
| Partido de Convenção Nacional (PCN)                                                      | Partei des Nationalkonvents                                         | Lutero Chimbirimbiri Simango                         | 1992                      |
| Partido Renovador Democrático (PRD)                                                      | Partei der Demokratischen Erneuerung                                | Manecas Daniel                                       | 1993                      |
| Frente Democrática Unida (FDU)                                                           | Vereinigte Demokratische Front                                      | Janeiro Mariano Pordina                              | 1995                      |
| Partido da Unidade Nacional (PUN)                                                        | Partei der Nationalen Einheit                                       | Hipolito de Jesus Couto                              | 1995                      |
| Aliança Independente de Moçambique (ALIMO)                                               | Unabhängige Allianz von Mosambik                                    | Khalid Hussein Sidat                                 | 1998                      |
| Partido de Reconcilliação Democrática (PAREDE)                                           | Partei der Nationalen Aussöhnung                                    | Joaquina Joaaquim Notiço                             |                           |
| Partido Ecologista de Moçambique (PEMO)                                                  | Ökologische Partei von Mosambik                                     | Alberto Ismael                                       |                           |
| Auswahl an Parteien, die ansonsten selbstständig zu den Wahlen 2004 angetreten waren:    |                                                                     |                                                      |                           |
| Partido de Solidariedade e Liberdade (PAZS)                                              | Solidaritäts- und Freiheitspartei                                   | Carlos Inácio Coelho                                 |                           |
| Partido de Reconcilliação Nacional (PARENA)                                              | Partei für Nationale Erneuerung                                     | André José Balate                                    |                           |
| Partido de Ampliação Social de Moçambique (PASOMO)                                       | Partei Sozialer Erweiterung von Mosambik                            | Francisco Campira                                    |                           |
| Partido Social-Liberal e Democrático (SOL)                                               | Sozialliberale und Demokratische Partei                             | Casimiro Miguel Nhamitambo                           | 1993                      |
| Parteien, die erst nach der Wahl von 2004 gegründet wurden:                              |                                                                     |                                                      |                           |
| Partido de Liberdade e Desenvolvimento (PLD)                                             | Partei für Freiheit und Entwicklung                                 | Caetano Sabinde                                      | Ende 2009                 |
| União dos Democratas de Moçambique - Partido Popular (UDM-PT)                            | Union der Demokraten von Mosambik - Partei des Volkes               | José Ricardo Viana Agostinho                         | Januar 2009               |
| Partido Unido de Moçambique e de Liberdade Democrática (PUMILD)                          | Vereinte Partei von Mosambik und der demokratischen Freiheit        | Leonardo Francisco Cumbe                             | Juni 2007                 |

Lokale Bürgerlisten, die bei den Kommunalwahlen 2013 angetreten sind:
- Juntos pela Cidade (JPC) und SINFORTÉCNICA in Maputo
- ASSEMONA in Nampula
- ASTROGAZA in Xai-Xai  (aus formalen Gründen ausgeschlossen[2])
- ANATURMA in Manhica[3]